# 婆羅洲唇齒鱨
婆羅洲唇齒鱨，為輻鰭魚綱鯰形目鱨科的其中一種，為熱帶淡水魚類，分布於亞洲婆羅洲西部淡水流域，體長可達18.5公分，棲息在底層水域，生活習性不明。